# Dean Craig
Dean Craig (Londra, 25 ottobre 1974) è uno sceneggiatore, produttore cinematografico e regista cinematografico britannico.
Autore del testo di Wishing I Was Dead (canzone inserita nella colonna sonora di Caffeine, 2006), ha firmato il soggetto  e la sceneggiatura del film Funeral Party.
È conosciuto come produttore e sceneggiatore della serie televisiva trasmessa dalla BBC Off the Hook.

## Filmografia

### Regista
- Dirty Little Secrets (2003)
- Lift (2004)
- Un amore e mille matrimoni (Love Wedding Repeat) (2020)
- The Honeymoon - Come ti rovino il viaggio di nozze (The Honeymoon) (2022)
- The Estate (2022)

### Sceneggiatore
- Dirty Little Secrets (2003)
- Lift (2004)
- Caffeine (2006)
- Funeral Party (Death at a Funeral) (2007)
- Fresh! (2008, serie televisiva)
- Off the Hook (2009, serie televisiva)
- Il funerale è servito (Death at a Funeral) (2010)
- Down and Dirty Pictures (2010)
- Tre uomini e una pecora (A Few Best Men) (2011)
- Un amore e mille matrimoni (Love Wedding Repeat) (2020)
- The Estate (2022)

### Produttore
- Off the Hook (2009, serie televisiva)
- Il funerale è servito (Death at a Funeral) (2010)
- Tre uomini e una pecora (A Few Best Men) (2011)